# Монумент первооткрывателям башкирской нефти
Монумент первооткрывателям башкирской нефти (баш. Беренсе башҡорт нефтен асыусыларға һәйкәл) — выдающийся памятник монументального искусства в городе Ишимбае. Главный символ города Ишимбая и нефтяной промышленности Башкирии.

## История
Монумент установлен на площади Первооткрывателей Башкирской Нефти в 1969 году. Расположен на мемориальной площадке, выложенной бетонными плитами. Двенадцатиметровая гранитная фигура, открывающего богатство недр, изображает мускулистый торс геолога, вырывающего с усилиями нефть из уральского камня и передающий энергичным наклоном головы и напряжением мышц физическое усилие. Памятник отображает ощущение большой духовной и физической силы человека, открывающего недра земли и покоряющего их. По замыслу авторов, монумент представляет собой массивный камень с вырастающей из него мощной фигурой геолога — богатыря, разрывающего скалу.
В характере обобщения могучей мужской фигуры, в обработке гранита чувствуется влияние советских военных монументов, в частности, волгоградской скульптуры «Родина-мать зовёт!» скульптора Е. В. Вучетича или установленного в городе Челябинске в 1967 году памятника «Сказ об Урале» скульптора В. С. Зайкова. В работе башкирских авторов обнажённый атлетический торс также словно вырастает из скалы. Чуть откинувшись назад и положив руки на камни, человек вглядывается в раскол как в раскрывшиеся недра земли. Лишив гигантскую фигуру видимых усилий и напряжения, авторы утверждают уверенность в совершаемом действии. Такой образ покорителя стихийных сил природы был характерен для всего советского монументального искусства того времени.

## Описание
- Постамент: 4,5 х 6,3 м, высота — 0,6 м.
- Скульптура: высота — 12 м[1].

Постамент и скульптура сделаны из серого гранита, привезённого с Украины.

## История замысла
По воспоминаниям бывшего старшего инженера НГДУ «Ишимбайнефть» А.Сагадеева, Валентин Шашин подал скульптурам Тамаре Нечаевой и Борису  Фузееву свою идею памятника первооткрывателям башкирской нефти: человек раздвигает скалы, чтобы открыть богатства земных недр. По совету Шашина, бывшего в то время министром нефтяной промышленности СССР, монумент изготовили из серого запорожского гранита. (А.Сагадеев. Им памятник - наш город// газ. Восход, 19 августа 2014, №127-128 (12867-868). С.2)

## Авторы
- Скульпторы: Тамара Павловна Нечаева и Борис Дмитриевич Фузеев[1].
- Архитектор: Лев Васильевич Хихлуха (лауреат Госпремии РФ за 1999)[1].

## Использование в символике

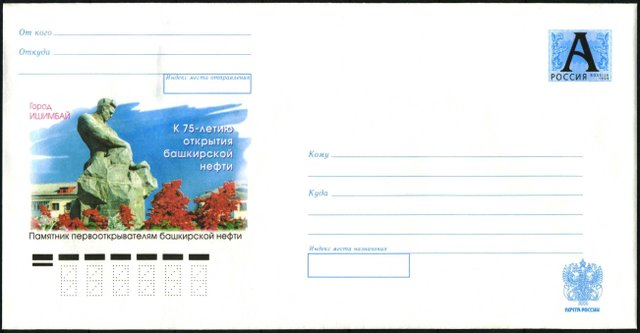
Конверт «Город Ишимбай. К 75-летию открытия башкирской нефти» (2007 г.)

В 2007 году в почтовых отделениях появился художественный маркированный конверт «К 75-летию открытия башкирской нефти». На фотографии, предоставленной Издательскому центру «Марка» администрацией города Ишимбая, празднично смотрится памятник первооткрывателям «чёрного золота».